# Shaun Ross
Shaun Ross (nascido em 10 de maio de 1991) é um modelo profissional de moda, ator e dançarino afro-americano, mais conhecido por ser o primeiro modelo albino masculino. Ele tem sido destaque nas campanhas foto-editoriais nas principais publicações de moda, incluindo a britânica GQ, Vogue Italiana, i-D Magazine, Paper Pagazine e Another Man. Ele foi modelado por Alexander McQueen e Givenchy.
Crescendo, Shaun Ross recebeu muita discriminação pela razão de ser albino. Ele foi intimidado com frequência com nomes de "Powder, "Wite-Out" e "Casper". Após o treinamento na escola Alvin Ailey School por cinco anos, Ross foi descoberto no YouTube e cruzou para a indústria da moda, em 2008, aos 16 anos de idade, representado pela Djamee Models na cidade de Nova York. Ele também foi contratado pla AMCK Models London.
Em 2009, Shaun Ross apareceu no programa The Tyra Banks Show. Ele dividiu o show com o colega e modelo afro-americano e albino Diandra Forrest; juntos, eles compartilharam as suas histórias de vida sobre o quão diferente era a vida para eles. Mais tarde, naquele ano, Ross fez um papel em um curta-metragem por Yoann Lemoine, que ganhou o primeiro lugar pela Vogue Italiana. Ross também trabalhou com outros diretores, como Julien Seri, Jason Last, Jessica Yatrofsky e Ella Manor em cinema e televisão. Ross, que é bissexual, participa da cena do baile de metro em Nova Iorque, onde ele muitas vezes aparece como um agente livre.
Ross apareceu em vários vídeos musicais, incluindo o clipe "E.T." da cantora californiana Katy Perry, os clipes musicais "Party" e  "Pretty Hurts", ambos da cantora Beyoncé, e no clipe "Dark Again", da banda Gold Fields, assim como no curta-metragem de Lana Del Rey denominado "Tropico".
Shaun Ross foi também capa da revista Ford Motor Company, com o slogan "Be Unique" (seja único).

## Vida pessoal
Ele é abertamente gay, e anunciou seu noivado com o modelo e ator David Alan Madrick em 10 de agosto de 2022, via Instagram e People Magazine.